# Charles Melton

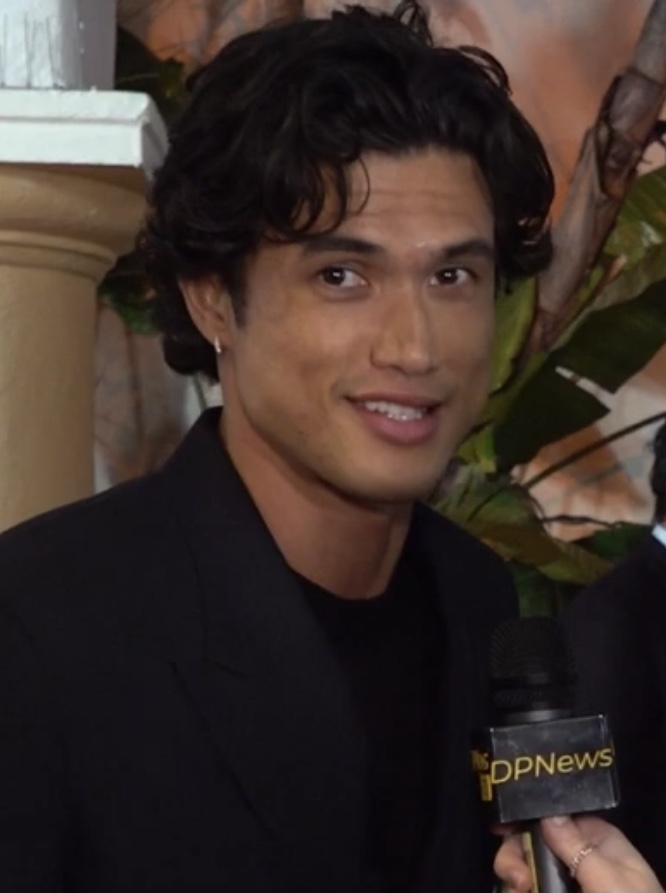
Charles Melton (2024)

Charles Melton (* 4. Januar 1991 in Juneau, Alaska) ist ein US-amerikanischer Schauspieler und ein Model.

## Leben
Melton wuchs mit seiner Schwester Tammie in Manhattan, Kansas, auf. Sein Vater Philip Melton ist britischer und seine Mutter Sukyong Melton ist koreanischer Herkunft. Charles besuchte die Kansas State University, dort spielte er Football. Im College wurde er von Applause Rising Talent Showcase entdeckt. 2012 war er das erste Mal auf der New York Fashion Week und lief dort für die Label Parke & Ronen und VLOV. Später modelte er auch für unter anderem Dolce & Gabbana. Melton war seit Ende Dezember 2018 mit Camila Mendes, die mit ihm in Riverdale spielt, liiert. Anfang Dezember 2019 folgte die Trennung.
Am 19. März 2021 veröffentlichte er eine Gastkolumne in dem Branchenblatt Variety, in der er seine persönlichen Erfahrungen als Korean American teilte und die Erfahrung der Asian Americans and Pacific Islanders (AAPI) verbessern möchte.

## Schauspielkarriere
Seine erste Schauspielrolle vor einer Kamera hatte er 2014 mit einem Gastauftritt in der Serie Glee. Im Jahr 2015 verkörperte er erstmals den Mr. Wu in American Horror Story. 2018 war er in dem Film The Thinning:New World Order mit Peyton List und Logan Paul zu sehen. Ab der zweiten Staffel der Fernsehserie Riverdale ersetzte Melton Ross Butler, welcher Riverdale für die Serie 13 Reasons Why verließ, und spielte diese Figur für sechs Jahre regelmäßig bis zur Einstellung der Serie. 2019 trat er im Musikvideo break up with your girlfriend i´m bored von Ariana Grande auf. Im selben Jahr erhielt er in der Literaturverfilmung The Sun is also a Star von Ry Russo-Young die männliche Hauptrolle neben Yara Shahidi. In den folgenden Jahren wirkte er an verschiedenen, oft kleineren Kinofilmen wie The Channel, Faces without Eyes, Bad Friend und Bad Boys for Life mit.
2023 erfuhr Melton erstmals größeres Kritikerlob für seine Darstellung in dem Drama May December an der Seite von Natalie Portman und Julianne Moore. Seine Darstellung eines jungen Familienvaters im letztgenannten Film von Todd Haynes brachte ihm mehrere Preise ein, darunter ein Gotham Award und New York Film Critics Circle Award ein.

## Filmografie (Auswahl)
- 2014: Glee (Fernsehserie, Folge 5x14 Neues New York)
- 2015/2016: American Horror Story (Fernsehserie, 2 Folgen)
- 2017–2023: Riverdale (Fernsehserie, 91 Folgen)
- 2018: The Thinning: Neue Weltordnung (The Thinning: New World Order)
- 2019: Break Up with Your Girlfriend, I’m Bored (Musikvideo von Ariana Grande)
- 2019: The Sun is also a Star
- 2020: Bad Boys for Life
- 2020: Mainstream
- 2021: American Horror Stories (Fernsehserie, Folge 1x04)
- 2021: Swing (Heart of Champions)
- 2022: Secret Headquarters
- 2023: Poker Face (Fernsehserie, Folge 1x07)
- 2023: Die verrückte Geschichte der Welt, Teil II (History of the World, Part II, Fernsehserie)
- 2023: May December
- 2025: Warfare

## Auszeichnungen (Auswahl)
- 2023: Gotham Award für May December (Beste Nebenrolle)
- 2023: New York Film Critics Circle Award für May December (Bester Nebendarsteller)
- 2024: Virtuoso Award des Santa Barbara International Film Festivals  für May December
- 2024: Golden Globe: Nominierung als Bester Nebendarsteller – Komödie oder Musical für May December